# Chambas
Chambas là đô thị ở tỉnh Ciego de Ávila của Cuba. Đô thị này nằm ở vùng phía bắc của tỉnh, giáp các đô thị Morón và Florencia, cũng như tỉnh Sancti Spíritus. Về phía bắc, đô thị này giáp vịnh Buena Vista.
Đô thị này giáp các cộng đồng Chambas, Mabuya, Falla và Punta Alegre.

## Dân số
Năm 2004, đô thị Chambas có dân số 39.868 người. với diện tích 769 km² (296,9 mi²), và mật độ dân số 51,8người/km² (134,2người/sq mi).